# Saint-Jean-d’Hérans
Saint-Jean-d’Hérans – miejscowość i gmina we Francji, w regionie Owernia-Rodan-Alpy, w departamencie Isère.
Według danych na rok 1990 gminę zamieszkiwały 233 osoby, a gęstość zaludnienia wynosiła 13 osób/km² (wśród 2880 gmin regionu Rodan-Alpy Saint-Jean-d’Hérans plasuje się na 1395. miejscu pod względem liczby ludności, natomiast pod względem powierzchni na miejscu 604.).